# 木村禧八郎
木村 禧八郎（きむら きはちろう、1901年2月2日 - 1975年5月13日）は、日本の政治家、経済評論家。日本社会党参議院議員。野党随一の財政政策通として知られて、特にインフレーション抑止政策を一貫して主張した。

## 生涯
東京の呉服商の家に生まれた。少年時代から勉強好きで知られ、1924年、慶應義塾大学経済学部を卒業する。同年時事新報に入社し、経済記者として活躍する。その後、毎日新聞、エコノミストを経て、戦後は北海道新聞に移り論説委員長を務める。記者時代からインフレーションに強い関心を持ち、1939年、岩波書店から『インフレーション』を出す。
1947年、第1回参議院議員通常選挙に社会党公認で全国区から立候補し当選する。以後当選回数4回。第1次吉田内閣の石橋湛山大蔵大臣がケインズ経済政策を取り、インフレーションによる生産力拡大に対しては徹底して攻撃した。1948年、片山内閣が提出した予算案に対して反対票を投じる。
社会党に不満を抱いた木村は、黒田寿男らと社会党を脱党、労働者農民党を結成し党政策委員長となる。1950年、朝鮮戦争が勃発し、朝鮮特需による日本経済の拡大とインフレに懸念を抱き、同年12月7日参議院予算委員会で池田勇人蔵相に対して質問し、池田の発言から「貧乏人は麦を食え」という失言報道を引き出している。
1957年、日本社会党に復党する。以後も参議院社会党を代表して、政府与党に対する批判者として活躍し、池田勇人内閣では、所得倍増論を、佐藤栄作内閣では、国債発行を批判し、蔵相の福田赳夫と論戦を繰り広げ、田中角栄内閣では、日本列島改造論をインフレーションと公害促進政策だとそれぞれ批判した。
1971年、第9回参議院議員通常選挙で落選したが、その後も木村経済研究所を創設した他、美濃部亮吉が東京都知事に当選すると、東京都参与、東京都新財源構想研究会座長となり美濃部革新都政を支えた。

## 関連図書

### 著書
- インフレーション（岩波書店）

## 出演
- ニュース映画「日本ニュース 戦後編 第7号」（金融経済学者として）